# Stellariomnium heterophyllum
Stellariomnium heterophyllum là một loài Rêu trong họ Mniaceae. Loài này được (Hook.) M.C. Bowers mô tả khoa học đầu tiên năm 1980.